# Washington Roberto Calcaterra
Pour les articles homonymes, voir Calcaterra.
Pour le nageur, voir Roberto Calcaterra.
Washington Roberto Calcaterra, né en 1950 à Montevideo, est un joueur de football uruguayen.

## Carrière
Calcaterra débute précocement une carrière de footballeur professionnel, dans le club de Libertad. Il rejoint le Club Nacional de Football, à Montevideo, en 1970. Son équipe remporte la Coupe intercontinentale 1971 face aux Grecs du Panathinaïkos mais il ne joue pas la finale. En 1974, après un prêt au CA Cerro, il quitte l'Uruguay pour le championnat grec. Avec l'Ethnikos Le Pirée, il obtient le titre de meilleur buteur en 1974-1975. C'est le premier joueur étranger à remporter cette distinction depuis la création de l'Alpha Ethniki en 1959.
En 1976, une grave blessure met un terme à sa progression. Il arrête sa carrière professionnelle en 1980.